# Poltergeist (Die drei ???)
Die drei ??? – Poltergeist ist ein deutscher Jugendkriminalroman von André Marx aus dem Februar 1997 und der 73. Band der Die drei ???-Reihe. Die Hörspielfassung erschien am 10. Februar 1997 als Folge 73 beim deutschen Hörspiel-Label Europa.
Der Roman ist das erste Buch von André Marx, das innerhalb der Drei ???-Reihe erschien und das erste seit 1994, das nicht von Brigitte Johanna Henkel-Waidhofer geschrieben wurde. Das Buch markiert zudem den Beginn der Zeit, in welcher drei Autoren (André Marx, André Minninger und Ben Nevis) die Bücher schrieben.

## Inhalt
Bob kommt mit großen Neuigkeiten in die Zentrale. Er berichtet, dass er mit seiner Freundin Liz eigentlich die Vernissage zur Ausstellungseröffnung der Werke Ed Stingwoods, eines bekannten New Yorker Künstlers, in der Art Gallery Hall in Rocky Beach besuchen wollte. Diese sei allerdings kurzfristig abgesagt worden. Bob berichtet weiter, dass er zwei Museumsmitarbeiter belauschen konnte, deren Unterredung nahegelegt hätte, dass die Vernissage aufgrund eines Verbrechens abgesagt werden musste. Neugierig fahren die drei Detektive zum Kunstmuseum, wo sie feststellen, dass tatsächlich mindestens ein Bild fehlt. Sie treffen auf Inspektor Kershaw, der sich ihnen als Urlaubsvertretung Inspektor Cottas vorstellt und sie anweist, das Museum aufgrund der polizeilichen Ermittlungen zu verlassen.
Da die Ed Stingwood-Ausstellung wegen eines Wasserrohrbruchs im Los Angeles County Museum of Art in das nur mäßig gesicherte Kunstmuseum von Rocky Beach verlegt wurde, fahren die drei ??? kurzerhand zum Museum in Los Angeles, wo sie jedoch erneut Inspektor Kershaw begegnen. Dieser weist sie erneut an, den Ort der Ermittlungen umgehend zu verlassen. Enttäuscht fahren die drei Detektive zurück nach Rocky Beach. Dort ruft sie Peters Freundin Kelly an, die sie bittet, für ihre Großtante ein Medaillon wiederzufinden. Obgleich wenig begeistert sagen die drei Detektive, bezugnehmend auf ihre Maxime „Wir übernehmen jeden Fall“ zu. Bei Kellys Großtante in Malibu, einer Kunstsammlerin und etwas eigentümlichen älteren Dame, fällt Bob sofort der vermeintliche Druck der Grünen Eisenfrau auf, dem Gemälde, das in der Art Gallery Hall gestohlen wurde. Bei ihrer Suche durchkämmen die drei ??? das gesamte Haus, immer unter dem wachsamen Blick Ms. Madigans. Justus begegnet während der Suche Ms. Madigans Untermieter, dem sehr auf seine Privatsphäre bedachten Ethan Easton.
Die Suche bleibt zunächst erfolglos und zurück in der Zentrale sind die drei Detektive aufgrund von Ms. Madigans anstrengendem Charakter genervt. Auf ihrem Anrufbeantworter befindet sich jedoch ein Hilferuf einer Mrs. Lydia Cartier, die von Spukerscheinungen in ihrem Haus berichtet. Justus entscheidet, dass sich die Detektive trennen, sodass sie sowohl Ms. Madigan als auch Mrs. Cartier helfen können. Das Los entscheidet, dass Peter am nächsten Tag zur weiteren Suche zu Ms. Madigan fährt, während Justus und Bob zu Mrs. Cartier nach Santa Barbara fahren.
Mrs. Cartier erweist sich als freundliche alte Dame, die allein in einem großen Haus wohnt. Nur tagsüber leistet ihr ihr Hausmädchen Sigourney Gesellschaft. Sie berichtet den zuerst zwei Detektiven – Peter stößt aufgrund erneuter Differenzen mit Ms. Madigan später dazu – von merkwürdigen Klopfgeräuschen, die aus den Wänden und aus der Decke zu kommen scheinen und sich bewegenden Möbelstücken. Als die drei ??? bemerken, dass es gut wäre, die Phänomene einmal erleben zu können, hören sie auf einmal schabende Geräusche aus der oberen Etage. Die Detektive spurten nach oben, wo sie Sigourney begegnen. Sie stellen fest, dass die Truhe in Mrs. Madigans Ankleidezimmer hin und her geschoben worden sein musste, was das Geräusch verursacht hatte.
Mrs. Cartier bittet die drei ??? über Nacht zu bleiben. Beim Abendessen kommt es erneut zu einem Zwischenfall, bei dem der Tisch anfängt heftig zu wackeln. Justus präpariert die Türen des Hauses mit Haaren, um zu überprüfen, ob eine Person ein Zimmer betreten hat. Sigourney verlässt schließlich das Haus und Peter folgt ihr in seinem MG. Später berichtet er, er habe das Hausmädchen bis zum Hotel Savoy in Rocky Beach verfolgt und dann vergeblich auf ihre Rückkehr gewartet. Auf einmal hören die drei ohrenbetäubenden Lärm aus dem Schlafzimmer von Mrs. Cartier, die laut um Hilfe ruft. Mit seinem Dietrich öffnet Peter die von innen verschlossene Türe und die drei ??? finden ein Chaos vor. Sogar Mrs. Cartiers Ahnentafel ist von der Wand gefallen.
Am nächsten Morgen kommt es abermals zu einem Zwischenfall, bei dem eine Kaffeetasse quer durch den Raum fliegt und Bobs Kopf nur knapp verfehlt. Aufgrund der Ereignisse überlegt Mrs. Cartier nun doch ein Medium zu engagieren.

### Die Auflösung
In der Zentrale kann Justus schließlich die Lösung des Falles mit seinen Detektivkollegen teilen. Die Spukerscheinungen wurden von Sigourney und Mrs. Cartier selber erzeugt. Mrs. Cartier steht im familiärer Verbindung zum Kunstdieb Victor Hugenay, wie Justus herausfinden konnte, als er Mrs. Cartiers Ahnentafel aufhob. Bei einem erneuten Besuch bei Ms. Madigan fand er zudem heraus, dass Ms. Madigans Druck der Grünen Eisenfrau kein Druck, sondern das Original ist. Dieses hatte Ethan Easton im Auftrag von Victor Hugenay in der Art Gallery Hall in Rocky Beach gestohlen und gegen den Druck ausgetauscht. Hugenay hatte vermutlich auch den Wasserrohrbruch im County Museum of Art herbeigeführt, damit die Ed Stingwood-Ausstellung kurzfristig in ein weniger gut gesichertes Museum umziehen musste. Hugenays Verwandte hatte den Spuk inszeniert, um die drei ??? von Ms. Madigans Haus und ihrem verschwundenen Medaillon wegzulocken, und die Übergabe des Bildes nicht zu gefährden. Sigourney erstattete dem Kunstdieb im Hotel Savoy Bericht, wo sich dieser, wie Justus herausfinden konnte, auch weiterhin aufhält.
Die drei Detektive machen sich auf den Weg zum Hotel, um Hugenay zu stellen. Er empfängt sie in seinem Hotelzimmer und Justus konfrontiert ihn mit seinen Schlussfolgerungen. Hugenay bestätigt Justus’ Ausführungen und dass seine Tante Lydia ihm bei der Ablenkung geholfen habe. Justus warnt Hugenay, dass die Polizei unterwegs sei, woraufhin dieser entgegnet, dass sie ihm nichts beweisen könnten. Justus behauptet daraufhin, ihr Wort sei der Polizei gut genug und dass er nicht entkommen könnte. Daraufhin erhebt sich Hugenay, geht zum Fenster und springt hinaus, auf die Markise des Hotels. Er steigt in einen Wagen mit laufendem Motor und entkommt. Mr. Easton kann verhaftet und das Gemälde sichergestellt werden. 
Wie die drei ??? später erfahren, hatte Ms. Madigan zur Sicherheit ihr Medaillon in einem Bankschließfach hinterlegt, dies aber vergessen.

## Kritiken
Unter Fans erhielt der Fall gute bis sehr gute Kritiken, die sich insbesondere darin begründeten, dass Marx nach Henkel-Waidhofer wieder eine klassische Geisterthematik behandelte. Hinzu kommt, dass er mit dem Rückgriff auf Victor Hugenay einen Verbrecher aus der Vergangenheit der Buch- und Hörspielserie wieder auferweckte. Gelobt werden zudem die Atmosphäre des Hörspiels, sowie die Sprecherleistungen, u. a. Von Anne Marks-Rocke und Gerda Gmelin.
Jörg Pätzel von Hörspiel-Request.de schreibt:
„Wow, was für ein Comeback, was für ein Debut! André Marx liefert mit "Poltergeist" seine allererste ???-Geschichte ab und hievt die Serie wieder dorthin, wo sie einstmals war. […] Die Folge ist absolut klasse, und lässt sogar noch Luft nach oben. Dazu die geniale Produktion, tolle Sprecher/innen, und eine tolle, unerwartete Wendung am Schluss.“
Das Buch befindet sich bei der Fanbewertung auf rocky-beach.com mit Platz 45 unter den Top-50, während das Hörspiel mit Platz 20 sogar noch besser abschneidet (Stand: 2024).

## Trivia
- Peter erwähnt den Film Poltergeist von Tobe Hooper.
- Bobs Freundin Elizabeth Zapata hat im Buch einen größeren Auftritt als vierte Detektivin. Hier trägt sie den Nachnamen Carroll.
- Justus’ Freundin Lys de Kerk ermittelt im Buch zu Beginn des Falles mit den drei ???. Sie verbringt mit die Nacht bei Mrs. Cartier, was Justus sehr gefällt.
- Mrs. Cartier wohnt im Hörspiel in Santa Barbara, während sie im Buch in Rocky Beach wohnt. Im Buch geht sie zudem weitaus massiver bei den fingierten Poltergeist-Aktivitäten vor und schließt Justus und Bob sogar in einem Geheimgang in ihrem Haus ein. Dieser Geheimgang half Sigourney und Mrs. Cartier dabei, sich unbemerkt im Haus zu bewegen, um den Lärm zu erzeugen. Im Hörspiel kommt dieser nicht vor.
- Die Hand, die Peter im Hörspiel am Fenster von Mrs. Cartiers Schlafzimmerfenster zu sehen glaubt, ist eine Hinzudichtung des Hörspiels. Diese geht vermutlich zurück auf das Cover Aiga Raschs, das eine geisterhafte weiße Hand zeigt, die gegen ein geöffnetes Fenster klopft.[3]
- Anne Marks-Rocke war zum Zeitpunkt der Aufnahmen für das Hörspiel bereits 96 Jahre alt.
- Hans Irle ist im vorliegenden Fall einmalig als Victor Hugenay zu hören. In den früheren und späteren Fällen sprach Wolfgang Kubach den Kunstdieb.